# Cultura
Cultura (do latim cultura) é um conceito de várias acepções, sendo a mais corrente, especialmente na antropologia, a definição genérica formulada por Edward B. Tylor segundo a qual cultura é "todo aquele complexo que inclui o conhecimento, as crenças, a arte, a moral, a lei, os costumes e todos os outros hábitos e capacidades adquiridos pelo homem como membro de uma sociedade". A definição de Tylor tem sido problematizada e reformulada constantemente, tornando a palavra "cultura" um conceito extremamente complexo e impossível de ser fixado de modo único. Na Roma antiga, seu antepassado etimológico tinha o sentido de "agricultura" (do latim culturae, que significa “ação de tratar”, “cultivar” e "cultivar conhecimentos", o qual originou-se de outro termo latino, colere, que quer dizer “cultivar as plantas”), significado que a palavra mantém ainda hoje em determinados contextos, como empregado por Varrão, por exemplo.
A cultura é também comumente associada às formas de manifestação artística e/ou técnica da humanidade, como a música erudita europeia (o termo alemão "Kultur" – "cultura" – se aproxima mais desta definição). Definições de "cultura" foram realizadas por Ralph Linton, Leslie White, Clifford Geertz, Franz Boas, Malinowski e outros cientistas sociais. Em um estudo aprofundado, Alfred Kroeber e Clyde Kluckhohn encontraram, pelo menos, 167 definições diferentes para o termo "cultura". Clifford Geertz, discutia negativamente a quantidade gigantesca de definições de cultura, considerando um progresso de grande valor o desenvolvimento de um conceito que fosse coerente internamente e que tivesse um argumento definido. Assim, definiu cultura como sendo um "padrão de significados transmitidos historicamente, incorporado em símbolos, um sistema de concepções herdadas expressas em formas simbólicas por meio das quais os homens comunicam, perpetuam e desenvolvem seu conhecimento e suas atividades em relação a vida.".
Por ter sido fortemente associada ao conceito de civilização no século XVIII, a cultura, muitas vezes, se confunde com noções de: desenvolvimento, educação, bons costumes, etiqueta e comportamentos de elite. Essa confusão entre cultura e civilização foi comum, sobretudo, na França e na Inglaterra dos séculos XVIII e XIX, onde cultura se referia a um ideal de elite. Ela possibilitou o surgimento da dicotomia (e, eventualmente, hierarquização) entre "cultura erudita" e "cultura popular", melhor representada nos textos de Matthew Arnold, ainda fortemente presente no imaginário das sociedades ocidentais.

## Principais conceitos
- Ciências sociais - do ponto de vista das ciências sociais (isto é, da sociologia e da antropologia), sobretudo conforme a formulação de Tylor, a cultura é um conjunto de ideias, comportamentos, símbolos e práticas sociais artificiais (isto é, não naturais ou biológicos) aprendidos de geração em geração por meio da vida em sociedade.[8] Essa definição geral pode sofrer mudanças de acordo com a perspectiva teórica do sociólogo ou antropólogo em questão. De acordo com Ralph Linton, "como termo geral, cultura significa a herança social e total da Humanidade; como termo específico, uma cultura significa determinada variante da herança social. Assim, cultura, como um todo, compõe-se de grande número de culturas, cada uma das quais é característica de um certo grupo de indivíduos".[9] Enquanto a definição de Tylor é muito genérica, podendo causar confusão quando se propõe uma reflexão mais aprofundada do que é cultura, outras definições são mais restritivas. Os autores debatem se o termo se refere mais corretamente a ideias (Boas, Malinowski, Linton), comportamentos (Kroeber) ou simbolização de comportamento, incluindo a cultura material (L. White).[10] Vale lembrar que, em algumas concepções de cultura, o comportamento é apenas biológico, sendo a cultura a forma como esse conjunto de fatores biológicos se apresentam nas sociedades humanas. Em outras concepções (como onde cultura é entendida como conjunto de ideias), cultura exclui os registros materiais dos homens como tais da classificação (ex. um sofá ou uma mesa não seriam “cultura”) – posição fortemente criticada por White.
- Filosofia - cultura é o conjunto de manifestações humanas que contrastam com a natureza ou comportamento natural. No cotidiano das sociedades civilizadas (especialmente a sociedade ocidental) e no vulgo costuma ser associada à aquisição de conhecimentos e práticas de vida reconhecidas como melhores, superiores, ou seja, erudição; este sentido normalmente se associa ao que é também descrito como "alta cultura", e é empregado apenas no singular (não existem culturas, apenas uma cultura ideal, à qual os homens indistintamente devem se enquadrar). Dentro do contexto da filosofia, a cultura é um conjunto de respostas para melhor satisfazer as necessidades e os desejos humanos. Cultura é informação, isto é, um conjunto de conhecimentos teóricos e práticos que se aprende e transmite aos contemporâneos e aos vindouros. A cultura é o resultado dos modos como os diversos grupos humanos foram resolvendo os seus problemas ao longo da história. Cultura é criação. O homem não só recebe a cultura dos seus antepassados como também cria elementos que a renovam. A cultura é um fator de humanização. O homem só se torna homem porque vive no seio de um grupo cultural. A cultura é um sistema de símbolos compartilhados com que se interpreta a realidade e que conferem sentido à vida dos seres humanos.
- Antropologia - esta ciência entende a cultura como o totalidade de padrões aprendidos e desenvolvidos pelo ser humano. Segundo a definição pioneira de Edward Burnett Tylor, sob a etnologia (ciência relativa especificamente do estudo da cultura) a cultura seria "o complexo que inclui conhecimento, crenças, arte, morais, leis, costumes e outras aptidões e hábitos adquiridos pelo homem como membro da sociedade". Portanto corresponde, neste último sentido, às formas de organização de um povo, seus costumes e tradições transmitidas de geração para geração que, a partir de uma vivência e tradição comum, se apresentam como a identidade desse povo.

## Descrição
O uso de abstração é uma característica do que é cultura: os elementos culturais só existem na mente das pessoas, em seus símbolos tais como padrões artísticos e mitos. Entretanto, fala-se também em cultura material (por analogia a cultura simbólica) quando do estudo de produtos culturais concretos (obras de arte, escritos, ferramentas etc.). Essa forma de cultura (material) é preservada no tempo com mais facilidade, uma vez que a cultura simbólica é extremamente frágil.
A principal característica da cultura é o chamado mecanismo adaptativo: a capacidade de responder ao meio de acordo com mudança de hábitos, mais rápida do que uma possível evolução biológica. O homem não precisou, por exemplo, desenvolver longa pelagem e grossas camadas de gordura sob a pele para viver em ambientes mais frios – ele simplesmente adaptou-se com o uso de roupas, do fogo e de habitações. A evolução cultural é mais rápida do que a biológica. No entanto, ao rejeitar a evolução biológica, o homem torna-se dependente da cultura, pois esta age em substituição a elementos que constituiriam o ser humano; a falta de um destes elementos (por exemplo, a supressão de um aspecto da cultura) causaria o mesmo efeito de uma amputação ou defeito físico, talvez ainda pior.
Além disso, a cultura é, também, um mecanismo cumulativo. As modificações trazidas por uma geração passam à geração seguinte, de modo que a cultura transforma-se perdendo e incorporando aspectos mais adequados à sobrevivência, reduzindo o esforço das novas gerações. Um exemplo de vantagem obtida através da cultura é o desenvolvimento do cultivo do solo, a agricultura. Com ela o homem pôde ter maior controle sobre o fornecimento de alimentos, minimizando os efeitos de escassez de caça ou coleta. Também pôde abandonar o nomadismo; daí a fixação em aldeamentos, cidades e estados.
A agricultura também permitiu o crescimento populacional de maneira acentuada, que gerou novo problema: produzir alimento para uma população maior. Desenvolvimentos técnicos – facilitados pelo maior número de mentes pensantes – permitem que essa dificuldade seja superada, mas por sua vez induzem a um novo aumento da população; o aumento populacional é assim causa e consequência do avanço cultural.

## Mudança Cultural
A cultura é dinâmica, desenvolvida historicamente. Como mecanismo adaptativo e cumulativo, a cultura sofre mudanças. Traços se perdem, outros se adicionam, em velocidades distintas nas diferentes sociedades. Dois mecanismos básicos permitem a mudança cultural: a invenção ou introdução de novos conceitos, e a difusão de conceitos a partir de outras culturas. Há também a descoberta, que é um tipo de mudança cultural originado pela revelação de algo desconhecido pela própria sociedade e que ela decide adotar.
A mudança acarreta normalmente em resistência. Visto que os aspectos da vida cultural estão ligados entre si, a alteração mínima de somente um deles pode ocasionar efeitos em todos os outros. Modificações na maneira de produzir podem, por exemplo, interferir na escolha de membros para o governo ou na aplicação de leis. A resistência à mudança representa uma vantagem, no sentido de que somente modificações realmente proveitosas, e que sejam por isso inevitáveis, serão adotadas evitando o esforço da sociedade em adotar, e depois rejeitar um novo conceito. O ambiente exerce um papel fundamental sobre as mudanças culturais, embora não único: os homens mudam sua maneira de encarar o mundo tanto por contingências ambientais quanto por transformações da consciência social.

## Cultura pública
Segundo Bernhard Peters, cultura pública pode ser entendida como senso comum, porém não no sentido pejorativo, e sim como um conjunto de símbolos e sentidos disponíveis publicamente e compartilhados pela sociedade ou por uma comunidade específica. Sendo assim, a cultura pública também se relaciona com a ideia de comunicação pública, no sentido de ser livre de restrições ou condições e não ser privada ou confidencial. A comunicação pública é o pano onde a cultura pública ganha visibilidade e se desenvolve, pois é debatida e reproduzida. 
A cultura pública pode ser discursiva ou expressiva. Ela será discursiva quando se articular na Linguagem escrita ou falada e poderá ser contestada. Por outro lado, será expressiva quando for articulada por meio de Símbolos não linguísticos, práticas simbólicas e usos figurativos da linguagem.

## Cultura versus entretenimento
Há uma relevante distinção entre cultura e entretenimento. Segundo Mario Vargas Llosa o objetivo do entretenimento é divertir e dar prazer, sem referenciais culturais concretos. Sendo assim, pode-se conceber que haja entretenimento sem cultura. 
Antigas culturas zelavam por suas tradições com o intuito de não se perder o registro de dadas experiências vividas por aquele grupo humano, ou em outras palavras, com o intuito de preservação de sua cultura. No entanto, este não é um costume de todos os grupos humanos. Muitas vezes, o entretenimento substitui a cultura para um determinado povo e assim muitas tradições culturais acabam por serem esquecidas. 
Atualmente muitos organismos e iniciativas internacionais trabalham pelo resgate e preservação da cultura de distintos povos.

## Cultura em animais

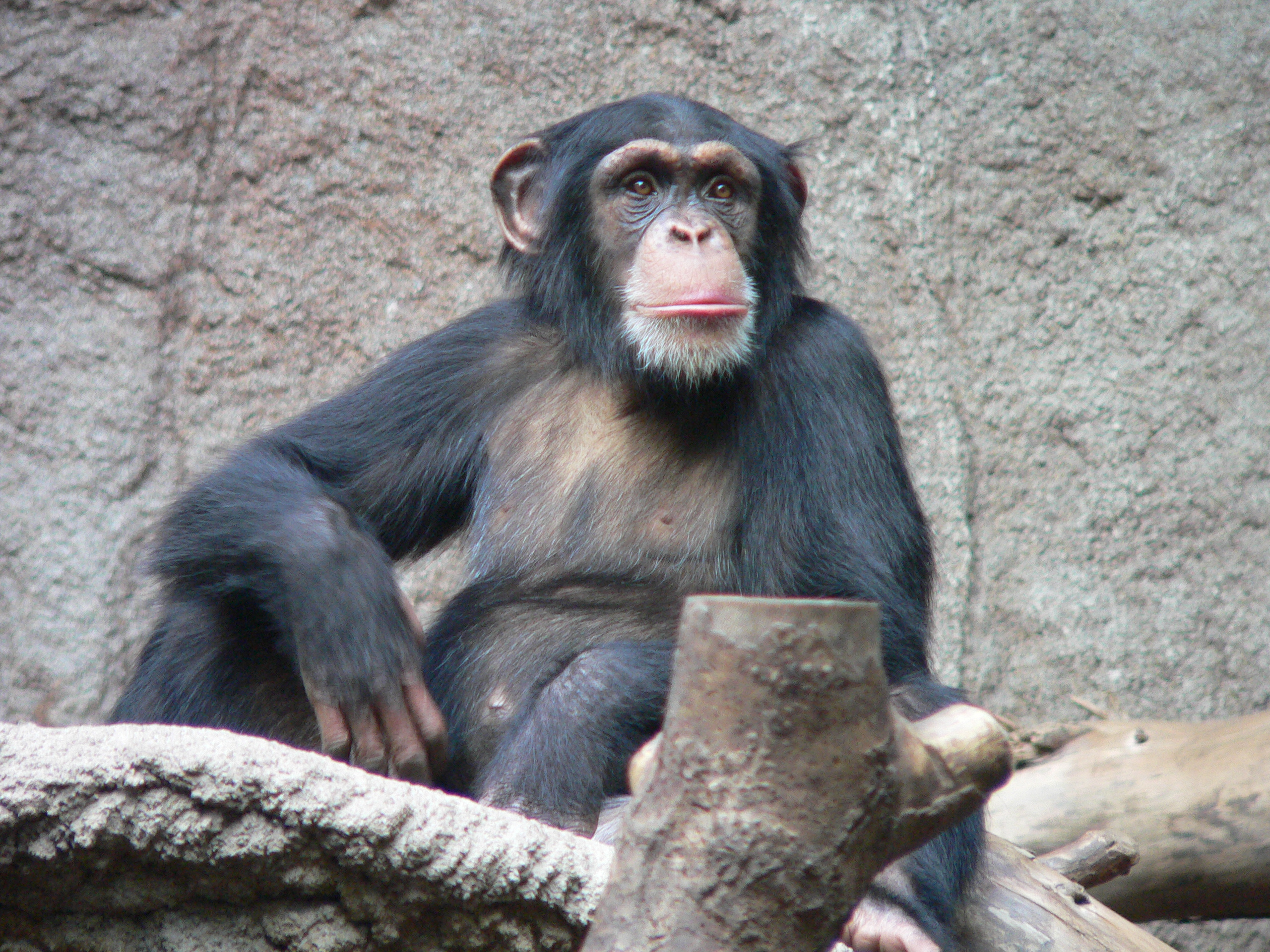
De acordo com a definição de cultura de Tylor, o Chimpanzé é um primata que possui cultura.

É possível, na opinião de alguns cientistas, identificar uma "espécie de cultura" em alguns animais superiores, especialmente mamíferos (e dentro destes, especialmente primatas). De acordo com Andrew Whiten, Kathy Schick e Nichobs Tolh, os chimpanzés possuem um rico repertório de ferramentas (clavas, perfuradores etc.). A técnica de produção de ferramentas, além de sua forma de uso, é ensinada de geração em geração entre os chimpanzés. Algo semelhante ocorre com os primatas Bonobos.
A existência da produção de cultura material e transmissão desta cultura socialmente é, dentro de algumas concepções de cultura, suficiente para afirmar que primatas possuem cultura. No entanto, percebem-se diferenças na forma como a cultura existe entre os primatas. É consenso entre os antropólogos que caracterizar culturas entre "superiores" e "inferiores" é uma impropriedade científica, já que não existem critérios objetivos para realizar esta diferenciação. Portanto, a diferença entre a cultura humana e a cultura dos primatas deve ser entendida em outros termos. A grande diferença, do ponto de vista antropológico, entre essas duas manifestações culturais, é que, entre os primatas, não ocorre o chamado "efeito catraca", isto é, os primatas não somam inovações tecnológicas para produzir produtos tecnologicamente mais complexos. O processo de difusão da cultura entre primatas ainda está sendo estudado.
Além da produção de ferramentas, os chimpanzés apresentam comportamentos diferentes conforme as sociedades estudadas. O famoso grooming, por exemplo, é diferente de sociedade para sociedade. É comprovado, também, que diferentes sociedades de chimpanzés apresentam formas de vocalização únicas às suas populações.